# Banlieue (terme)

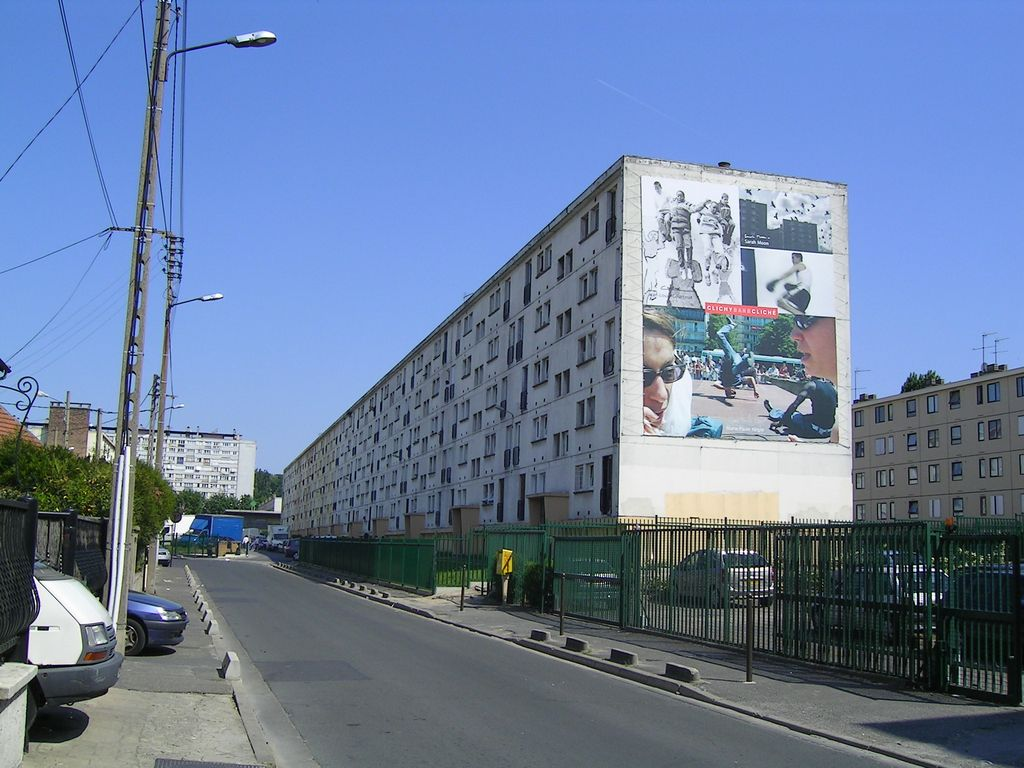
Un immeuble à Clichy-sous-Bois.

La banlieue est une expression qui s'appuie sur le concept de banlieue urbaine, employé en urbanisme . Mais il s'agit dans ce cas d'un mot connoté lié au résultat des politiques d'aménagement du territoire pouvant revêtir plusieurs sens péjoratifs. Le sens connoté du mot est surtout utilisé en France ou en référence à elle et témoigne d'une confusion entre le sens initial du mot et la dénomination d'espaces où se déroulent des violences.

## Expression construite sur un concept
Pris au sens strict, le mot « banlieue » désigne des agglomérations, des quartiers, qui entourent un centre urbain et participent à sa vie et à ses fonctions, ayant pour point commun d'être situés en périphérie ,. Dans cette acception, le concept inclut des quartiers aisés (l'on parle par exemple de « banlieue chic »), que ceux habités par les classes moyennes et populaires.

## Réemploi médiatique

### Approche sociologique

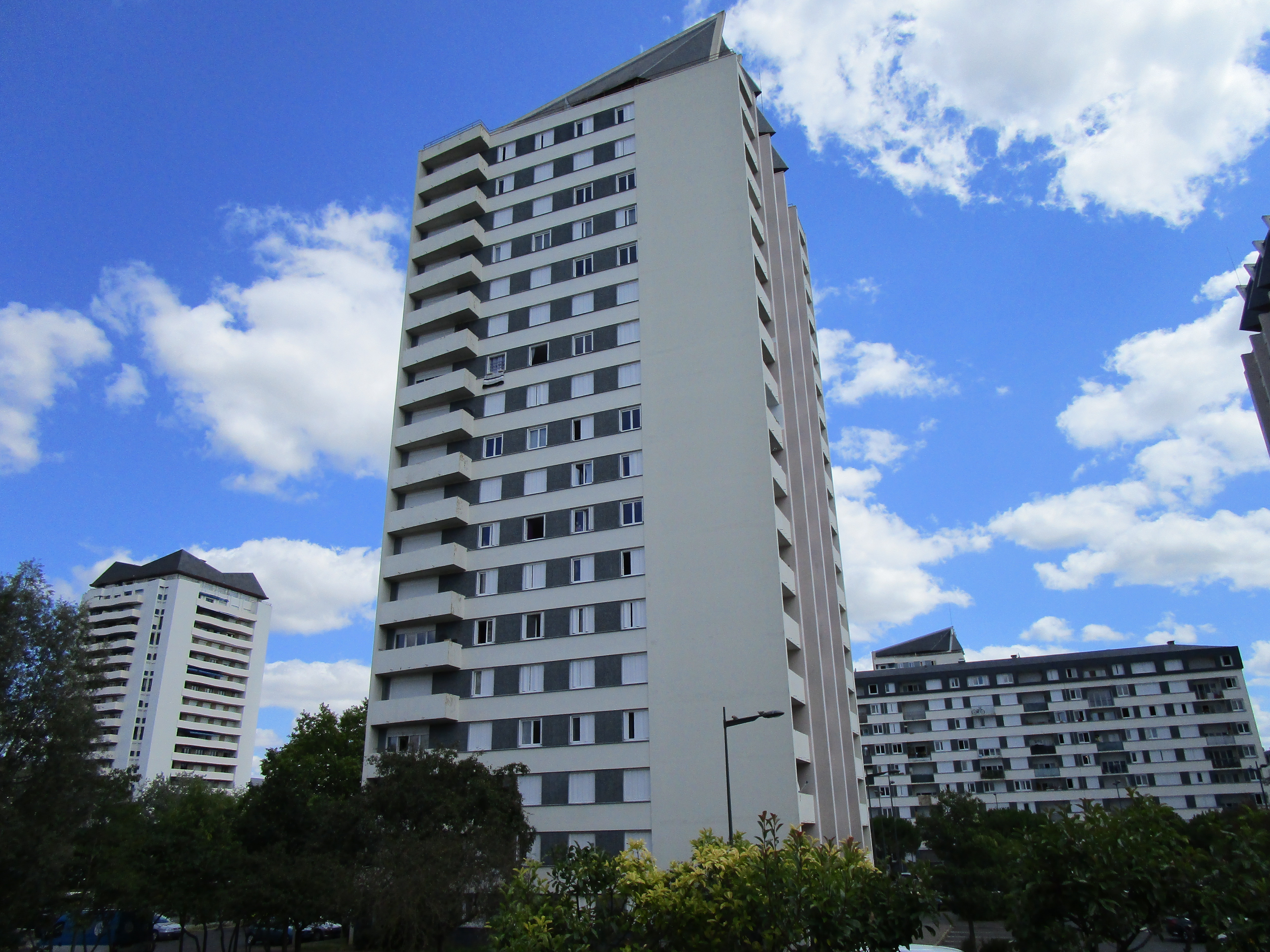
Quartier des Fontaines de Tours.

L'étude sociologique des banlieues montre un phénomène de construction sociale. En effet, l'usage contemporain, surtout en l'absence de qualificatif particulier (comme « banlieue pavillonnaire »), tend à y rattacher, tout comme au mot « cité », une connotation péjorative désignant les grands ensembles de logements à loyer modéré. Le sens du mot est alors réduit à celui de « quartier HLM ». Ces quartiers qualifiés de banlieue sont en outre souvent assimilées à l'immigration et aux Français d'origine étrangère,,,.
Le mot banlieue peut alors être assimilé aux quartiers dits « sensibles, », une notion péjorative. L'expression est associée, dans la présentation médiatique, à une perception accrue d'insécurité,,. Ces quartiers sont parfois désignés administrativement sous les noms de quartier de reconquête républicaine (QRR), quartier prioritaire de politique de la ville (QPV) ou encore zone de sécurité prioritaire (ZSP).
L'usage de cette expression témoigne du fait qu'il y a parfois une confusion qui s'opère entre la limite périphérique d'un espace urbain et certains quartiers prioritaires. En effet, les quartiers concernés par la violence pouvant être désignés par l'expression « banlieue » alors que les problèmes de violence se déroulent parfois dans des quartiers appartenant à des centres urbains. De même, de nombreuses communes périphériques, de banlieue, ne connaissent pas de difficultés spécifiques.